# Robin Wall Kimmerer
Robin Wall Kimmerer, född 1953, är professor i miljö- och skogsbiologi vid University of New York College of Environmental Science och Forestry (SUNY-ESF). Hon är författare till många vetenskapliga artiklar och böckerna Gathering Moss: A Natural and Cultural History of Mosses (2003) och Braiding Sweetgrass: Indigenous Wisdom, Scientific Knowledge and the Teachings of Plants (2013). Kimmerer är medborgare i Potawatomi Nation,  och kombinerar sitt arv med sin passion för vetenskap och miljö. 

## Uppväxt och utbildning
Robin Wall Kimmerer föddes 1953 och växte upp i  Upstate New York. Utomhuslekarna på landet lade grunden för en stark kärlek till naturen. Miljöintresset uppmuntrades av Kimmerers föräldrar och hon började intressera sig för botanik. 
Kimmerer tog en kandidatexamen i botanik 1975 och arbetade sedan för Bausch & Lomb som mikrobiolog. Efter två år i ett företagslabb återupptog hon studierna vid University of Wisconsin, Madison, där hon tog sin magisterexamen i botanik 1979, följt av doktorsexamen i växtekologi 1983.

## Karriär

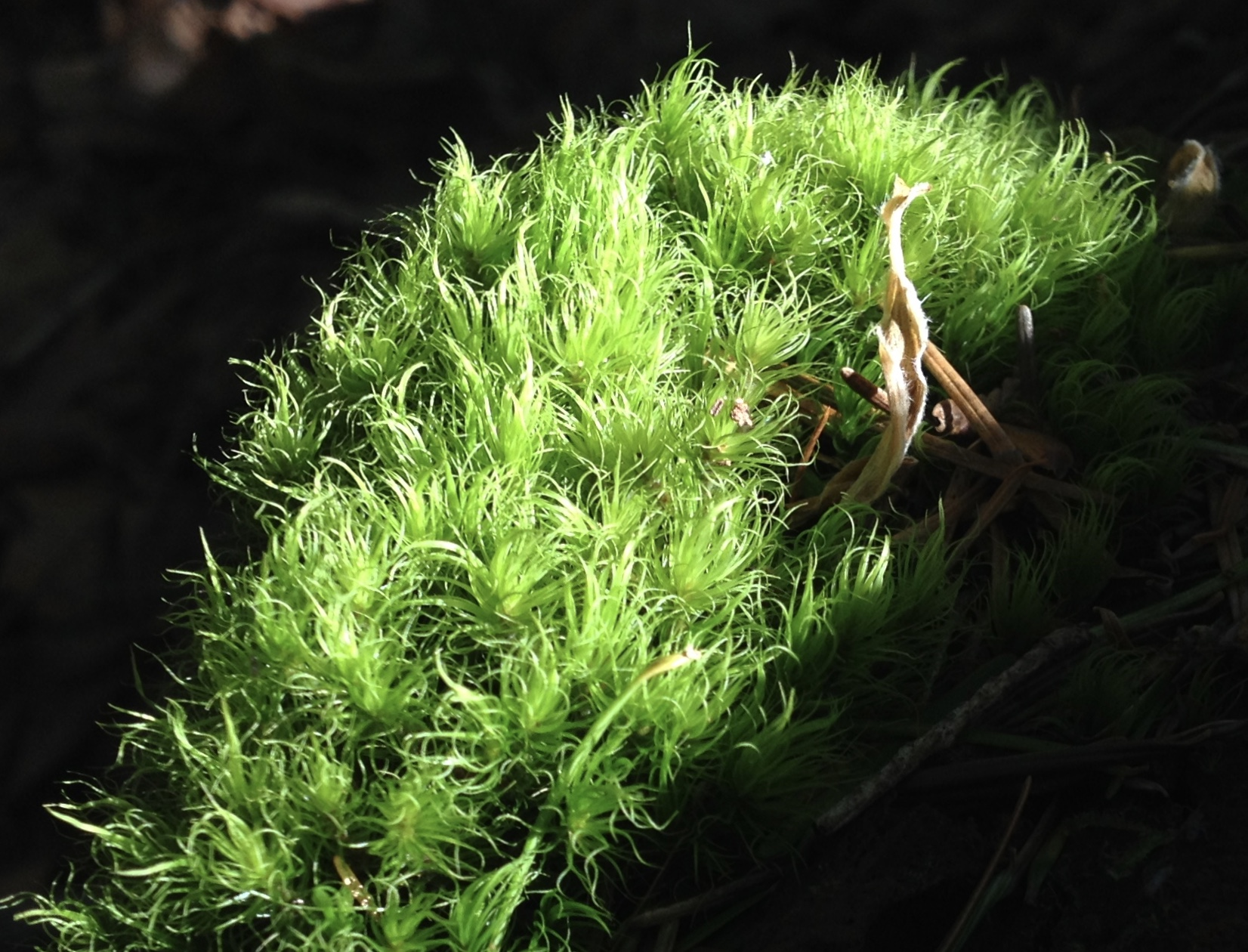
Rainforest Moss

Kimmerer undervisar på miljö- och skogsbiologiska avdelningen vid SUNY-ESF. Hon har kurser om mark och kultur, traditionell ekologisk kunskap, etnobotanik, mossornas ekologi, störningsekologi och allmän botanik. Hon är ansvarar också för Center for Native Peoples and the Environment vid SUNY-ESF, vars syfte är att öka möjligheterna för ursprungsbefolkningen i Nordamerika att studera miljövetenskap samt att ge  vetenskapen möjlighet till ett bredare empiriskt perspektiv. 
Kimmerer förespråkar traditionell ekologisk kunskap (TEK), som hon beskriver som ett "sätt att veta". TEK är ett empiriskt vetenskapligt tillvägagångssätt som bygger på observationer under lång tid. Men TEK handlar också om kulturella och andliga överväganden, som ofta har marginaliserats av den etablerade vetenskapen. I och med en mer omfattande användning av TEK i forskningssammanhang har trovärdigheten stärkts. 
Kimmerers arbete har delvis sin grund i hennes familjehistoria. Hennes farfar var medborgare i Potawatomi Nation och utbildades vid Carlisle Indian Industrial School i Carlisle, Pennsylvania. Skolans syfte var att "civilisera" infödda barn, förbjuda invånare att tala sitt språk och effektivt radera deras kultur.
Kimmerer belönades med John Burroughs Medal Award för sin första bok, Gathering Moss: A Natural and Cultural History of Mosses. I den integrerar hon sina erfarenheter som växtekolog med den traditionella kunskapen om naturen. Kimmerers andra bok, Braiding Sweetgrass: Indigenous Wisdom, Scientific Knowledge and the Teachings of Plants, belönades med Sigurd F. Olson Nature Writing Award 2014. Braiding Sweetgrass handlar om det ömsesidiga beroendet mellan människa och natur.

## Böcker
- Gathering Moss: A Natural and Cultural History of Mosses (Oregon State University Press, 2003) ISBN   0-87071-499-6.
- Braiding Sweetgrass: Indigenous Wisdom, Scientific Knowledge and the Teachings of Plants (Milkweed Editions, 2013) ISBN 9781571313355